# Boanamary
Boanamary est une commune urbaine malgache située dans la partie nord-est de la région de Boeny.